# Isophyllaria
Isophyllaria là một chi rêu trong họ Pseudolepicoleaceae.